# Cuinzier
Cuinzier é uma comuna francesa na região administrativa de Auvérnia-Ródano-Alpes, no departamento de Loire. Estende-se por uma área de 5,62 km². Em 2010 a comuna tinha 732 habitantes (densidade: 130,2 hab./km²).